# Allmering
Allmering ist ein Gemeindeteil von Rehling im schwäbischen Landkreis Aichach-Friedberg in Bayern. Das Dorf liegt circa einen Kilometer östlich von Rehling an der Kreisstraße AIC 9.

## Geschichte
Das Dorf wird im 12. Jahrhundert als „Almaringen“ erstmals erwähnt. Als früheste Grundherren am Ort sind das Domkapitel Augsburg und das Kloster St. Ulrich überliefert. Graf Berthold von Burgeck (siehe Burgstall Wagesenberg) schenkte um 1100 seinen Besitz in „Almeringen“ dem Domkapitel in Augsburg.
In den Jahren 1391 und 1414 kauften die Hofmarksherren von Scherneck jeweils einen Hof in Allmering.

## Baudenkmäler
Siehe auch: Liste der Baudenkmäler in Allmering
- Katholische Kapelle Herz Jesu